# Michel Petit
Michel Petit  (* 12. února 1964, Saint-Malo, Quebec, Kanada) je bývalý kanadský hokejový obránce.
Draftován byl v roce 1982 týmem Vancouver Canucks v prvním kole. V NHL hrál celkem za 10 týmů, což byl ve své době rekord. Celkem odehrál v základní části NHL 827 zápasů a 19 zápasů v play-off. V základní části vstřelil 90 gólů a zaznamenal 238 asistencí. V play-off nedal žádný gól a měl 2 asistence. V závěru kariéry hrál v Německu a v Itálii.
Za kanadskou reprezentaci hrál na Mistrovství světa v ledním hokeji 1990.